# Kalendarium powstania warszawskiego – 20 sierpnia

## 20 sierpnia, niedziela
|  |
|  |

Kontynuacja niemieckiego natarcia na wszystkich odcinkach Starego Miasta i dalsza jego obrona. Każdy atak poprzedzany jest bombardowaniem i ostrzałem artyleryjskim. Szturm z zachodu (ul. Długa i pl. Krasińskich) i ze wschodu (od Wybrzeża Gdańskiego, ul. Boleść w kierunku Kościelnej i Długiej) – odparty. Utrzymano pozycje powstańcze na Muranowie, szpital Jana Bożego na Bonifraterskiej, zdobyto magazyny Hartwiga na Towarowej.
Niemcy zdobyli Bielańską, dostali się do Banku Polskiego, wzniecając pożar w tym i w sąsiadujących mu budynkach; goliatem zburzyli ścianę pałacu Mostowskich i po wielogodzinnych walkach spowodowali wycofanie powstańczej załogi. Utrzymali barykady na ul. Miodowej, Piwnej, Świętojańskiej i Brzozowej; katedra św. Jana także pozostawała w rękach niemieckich.
Ludność najczęściej przebywa w piwnicach, polscy żołnierze walczą czasami nawet po kilkadziesiąt godzin bez zmiany i snu. Coraz trudniej o ich wyżywienie.
Oddziały batalionu „Kiliński” (łącząc siły z grupami saperskimi i minerskimi) rozpoczęli generalne, zakończone sukcesem natarcie na gmach centrali telefonicznej przy ul. Zielnej 37/39 (tzw. PAST-y). Była to kolejna próba opanowania tego budynku (4 sierpnia siły polskie wysadziły główne wejście, lecz Niemcom udało się je zabarykadować, 13 sierpnia całkowicie odcięły łączność i dowóz pożywienia z Ogrodem Saskim, 15 sierpnia przerwano dopływy wody i prądu, a 19 sierpnia połączenie telefoniczne). Podczas walk o gmach w nocy z 19 na 20 sierpnia zginęło 25, a do niewoli trafiło 115 niemieckich żołnierzy. Po stronie polskiej poległo 5, a ciężko rannych zostało 10 powstańców. Gmach PAST-y pozostał w polskich rękach do kapitulacji powstania.
Tego dnia zginęli m.in.: żołnierz batalionu „Zośka” Hubert Taczanowski, instruktor harcerski Stanisław Srzednicki oraz poeta, prozaik i krytyk literacki Włodzimierz Pietrzak. Przy ul. Miodowej poległa komendantka oddziału kobiecego Państwowego Korpusu Bezpieczeństwa Irena Nelkenowa.